# 리치 리치 (영화)
《리치 리치》(영어: Richie Rich)는 미국에서 제작된 도널드 피트리 감독의 1994년 가족 모험 코미디 영화이다. 매콜리 컬킨 등이 출연하였고, 조엘 실버 등이 제작에 참여하였다.

## 출연
- 매콜리 컬킨 - 리치 리치 역
  - 로리 컬킨 - 어린 리치 리치 역
- 존 래러켓 - 로런스 밴도 역
- 에드워드 허먼 - 리처드 리치 시니어 역
- 조너선 하이드 - 허버트 아서 런시블 캐드베리 역
- 크리스틴 에버솔 - 리지나 리치 역
- 스테피 라인버그 - 글로리아 코진스키 역
- 마이클 맥셰인 - 킨빈 교수 역
- 메리앤절라 피노 - 다이앤 코진스키 역
- 첼시 로스 - 퍼거슨 역
- 마이클 매커론 - 토니 역
- 조엘 로빈슨 - 오마 역
- 조너선 힐라리오 - 피 위 역
- 레지 잭슨 - 야구 개인 코치 역
- 클라우디아 시퍼 - 본인, 에어로빅 개인 강사 역
- 벤 스타인 - 경제 수업 교사 역

## 기타 제작진
- 공동 제작: 재클린 조지, 제프리 A. 몽고메리
- 협력 제작: 웬디 원더먼
- 배역: 마저리 심킨
- 미술: 제임스 H. 스펜서
- 세트: 존 H. 앤더슨, 퍼트리샤 멀론
- 의상: 리사 젠슨
- 분장: 린다 멜라초, 릭 샤프
- 헤어: 린다 리주토
- 제작 관리: 리처드 H. 프린스
- 조감독: 엘런 두크스, 제프리 핸슨, 더글러스 S. 온스틴, 마이클 샘슨, 밥 손더스